# 2018年の野球
2018年の野球（2018ねんのやきゅう）では、2018年の野球界における動向をまとめる。
2017年の野球 - 2018年の野球 - 2019年の野球

## 出来事

### 1月
- 9日 -【独立・ルートインBCリーグ】 石川ミリオンスターズは、ヴァイスプレジデント兼総合コーチを務める武田勝（元北海道日本ハムファイターズ）が、監督に就任することを発表[1]。武田は前年以来、日本ハム球団職員の身分で石川に派遣されているが、監督就任後もこの形式は継続する[1]。
- 10日 - 【高校野球】 日本高校野球連盟は、第90回記念選抜高等学校野球大会運営委員会を開催し、今春の選抜大会から導入するタイブレーク方式についての詳細を決定。大会では1回戦から準決勝までの試合で延長13回に入った際、その表の攻撃から『ノーアウトランナー・一塁二塁』とし、打順も前イニングからの継続（例：四番打者の打席でイニングが始まる場合は、二番打者と三番打者をランナーとして塁に置く）として試合を再開する。また決勝戦ではタイブレーク方式を採用せず延長15回で引き分けた場合は再試合とするが、その再試合では準決勝までと同じ形でタイブレーク方式を採用する[2]。また日本高校野球連盟は夏の第100回全国高等学校野球選手権記念大会並びにその予選となる地方大会でも、選抜大会と同様の形式でタイブレーク方式を一律に採用することも併せて決定した[3]。
- 15日 - 【アマチュア野球】 野球殿堂博物館は、2018年度の野球殿堂顕彰者を発表し、特別表彰部門で瀧正男（中京商業元選手、監督など）を選出した[4]。

### 2月
- 2日
  - 【独立・四国アイランドリーグplus】 愛媛マンダリンパイレーツは、元阪神タイガースのネルソン・ペレスが入団することを発表[5]。
  - 【独立・BASEBALL FIRST LEAGUE】兵庫ブルーサンダーズは、元阪神タイガースの鈴木伸良の監督就任[6]と、元中日ドラゴンズコーチの加藤秀司のシニアディレクター就任（芦屋大学のチーム「インパルス」監督を兼任）[7]を発表。
- 14日 - 【大学野球】 関西大学野球二部東リーグの大阪電気通信大学硬式野球部は、元阪神・西武・広島投手の江草仁貴が3月1日付でコーチに就任することを発表[8]。
- 16日 - 【独立・ルートインBCリーグ】前年、富山GRNサンダーバーズに所属していたフランシスコ・ペゲーロ（元サンフランシスコ・ジャイアンツ）が、千葉ロッテマリーンズに入団することが発表された[9]。

### 3月
- 5日 - 【独立・ルートインBCリーグ】栃木ゴールデンブレーブスが、昨年読売ジャイアンツを自由契約となった村田修一の入団を発表。背番号は25[10]。
- 7日 - 【独立・四国アイランドリーグplus】香川オリーブガイナーズは、元千葉ロッテマリーンズコーチの川崎憲次郎と元広島東洋カープの天野浩一の投手コーチ就任を発表した[11]。天野は7年ぶりのコーチ復帰となる[11]。

### 4月
- 22日 - 【高校野球】享栄高の硬式野球部監督に前中京大中京監督・大藤敏行が今秋から就任することが発表された。現監督の柴垣旭延は今夏限りで退任し、総監督へ就任する。
- 24日 - 【独立・ルートインBCリーグ】静岡県浜松市に事務所を置く「静岡県民球団」の準加盟を承認したと発表[12]。

### 5月
- 8日 - 【独立・ルートインBCリーグ】滋賀ユナイテッドベースボールクラブは、投手コーチに元千葉ロッテマリーンズコーチの成本年秀の就任を発表[13]。
- 10日 - 【独立・ルートインBCリーグ】富山GRNサンダーバーズのデュアンテ・ヒース（元広島東洋カープ、3月9日入団[14]）が、埼玉西武ライオンズに入団することが発表された[15]。
- 31日 - 【独立・四国アイランドリーグplus】前期優勝マジックを2としていた香川オリーブガイナーズは、マジック対象の高知ファイティングドッグスがこの日行われた愛媛マンダリンパイレーツとのダブルヘッダー（松山中央公園野球場）に1敗1分した結果、2期連続となる前期優勝を達成[16]。

### 6月
- 11日 - 【独立・ルートインBCリーグ】福井ミラクルエレファンツは、オリックス・バファローズの神戸文也（育成登録）の派遣受け入れを発表。期間は14日からシーズン終了まで[17]。
- 21日 - 【独立・ルートインBCリーグ】西地区で前期優勝マジックを1としていた福井ミラクルエレファンツが、この日の富山GRNサンダーバーズ戦（高岡西部総合公園野球場）に勝ち、3年ぶり2度目の前期優勝を達成[18]。
- 22日 - 【独立・ルートインBCリーグ】東地区で前期優勝マジックを1としていた群馬ダイヤモンドペガサスが、この日の栃木ゴールデンブレーブス戦（高崎市城南野球場）に勝ち、3年連続7度目の前期優勝を達成[19]。

### 7月
- 4日 - 【独立・BASEBALL FIRST LEAGUE】大阪府堺市を本拠とする新球団（この時点では名称未定）が2019年よりリーグ戦に参加することを発表[20]。新球団の監督には、元横浜DeNAベイスターズの大西宏明が就任する予定[20]。
- 7日 - 【独立・ルートインBCリーグ】福井ミラクルエレファンツの岩本輝（元阪神タイガース）が、オリックス・バファローズに入団することが発表された[21]。
- 17日 - 【リーガ・メヒカーナ・デ・ベイスボル】メキシカンリーグの試合で、明らかな空振りをボールと判定したことにより、球審および一塁塁審を出場停止とする処分を下した[22]。
- 24日 - 【独立・ルートインBCリーグ】準加盟球団の茨城アストロプラネッツについて、リーグ代表者会議で本加盟を承認したと発表した[23]。
- 7月25日 - 【高校野球】崇徳高の監督に同校OBで元早稲田大学監督の應武篤良が就任することが発表された。

### 8月
- 7日 - 【高校野球】元千葉ロッテ・喜多隆志が興國高の監督に就任したことが発表された。
- 24日 - 【独立・ルートインBCリーグ】滋賀ユナイテッドベースボールクラブは、監督の松本匡史が体調不良を理由に期限を定めない休養に入ったこと、投手コーチの成本年秀が代理監督に就任したことを発表[24]。
- 25日 - 【高校野球】 智辯学園和歌山高等学校は、1980年より同校硬式野球部監督を38年間務めた高嶋仁が今季限りで勇退して名誉監督に就任すること及び、後任の監督にコーチを務める元阪神タイガース捕手の中谷仁が就任することを発表した[25]。
- 28日 - 【独立・ルートインBCリーグ】本加盟の審査をおこなっていた静岡県民球団（準加盟）について、球団設立・運営の体制が不十分として加盟を見送り、2019年のシーズンは茨城アストロプラネッツを加えた11球団でリーグ戦を実施すると発表[26]。
- 31日 - 【高校野球】桐生第一は1999年に全国制覇の経験があり1985年より同校野球部監督を務めた福田治男を「総合的な経営判断」として交代させることを発表した。

### 9月
- 2日 - 【独立・ルートインBCリーグ】 西地区で後期優勝マジックを1としていた富山GRNサンダーバーズが、この日の石川ミリオンスターズ戦（魚津桃山運動公園野球場）に勝ち、3年ぶり3度目の後期優勝を達成[27]。
- 5日
  - 【大学野球】 早稲田大学は、2019年1月1日付で同校OBの元プロ野球選手で野球評論家として活動している小宮山悟（元千葉ロッテマリーンズ投手）が同校野球部新監督に就任することを発表[28]。
  - 【社会人野球】 日本野球連盟（JABA）は、パナソニック野球部に所属していた吉川峻平が、登録抹消届を事前に提出せずにMLBのアリゾナ・ダイヤモンドバックスとマイナー契約を締結したことが連盟規約に抵触しているとして、吉川を連盟登録資格剥奪処分とすることを発表[29]。
- 6日 - 【独立・ルートインBCリーグ】東地区で後期優勝マジックを1としていた群馬ダイヤモンドペガサスは、この日の新潟アルビレックス・ベースボール・クラブ戦（村上市荒川球場）に勝ち、3年連続の前後期制覇（6期連続）を達成[30]。
- 8日 - 【独立・ルートインBCリーグ】休養していた滋賀ユナイテッドベースボールクラブの松本匡史監督が復帰[31]。
- 9日 - 【独立・ルートインBCリーグ】栃木ゴールデンブレーブスは小山運動公園野球場でシーズン最終戦となる対群馬ダイヤモンドペガサス戦をおこない、試合終了後に村田修一（元読売ジャイアンツ）が現役を引退することを正式に表明した[32]。
- 11日 - 【独立・BASEBALL FIRST LEAGUE】来年よりリーグ戦に参加予定の堺市の球団名が「堺シュライクス」に決定したと球団運営会社が発表[33]。
- 15日 - 【独立・ルートインBCリーグ】群馬ダイヤモンドペガサスは、前後期通算勝率2位の福島ホープスと対戦した東地区のチャンピオンシップ第1戦（前橋市民球場）に、0対0（延長12回）で引き分け、リーグ規定により、3年連続となる東地区優勝を達成[34]。
- 17日 - 【独立・ルートインBCリーグ】西地区のチャンピオンシップ第2戦（三国運動公園野球場）で福井ミラクルエレファンツは、富山GRNサンダーバーズに7対3で勝利して対戦成績を2勝0敗とし、3年ぶりとなる西地区優勝を達成[35]。
- 19日 - 【独立・四国アイランドリーグplus】愛媛マンダリンパイレーツは最終戦となった徳島インディゴソックス戦（新居浜市営球場）に7-3で勝利し、逆転で2年ぶりとなる後期優勝を達成[36]。
- 25日 - 【高校野球】学法石川の監督に前仙台育英監督の佐々木順一朗が就任することが発表された。
- 27日 - 【独立・BASEBALL FIRST LEAGUE】リーグ戦優勝マジックを1としていた和歌山ファイティングバーズは、マジック対象チームの06BULLSとの試合が雨天中止（規定上引き分け扱い）となったため、初の優勝を達成[37]。

### 10月
- 1日
  - 【独立・ルートインBCリーグ】群馬ダイヤモンドペガサスは福井ミラクルエレファンツとのリーグチャンピオンシップ（前橋市民球場）第4戦に6対4で勝利し、対戦成績を3勝1敗として、2年ぶり・4度目の年間総合優勝を達成[38]。
  - 【独立・ルートインBCリーグ】武蔵ヒートベアーズを運営する埼玉県民球団は、チーム名を「埼玉武蔵ヒートベアーズ」に変更すると発表した[39]。
- 2日 - 【独立・四国アイランドリーグplus】香川オリーブガイナーズは愛媛マンダリンパイレーツとのチャンピオンシップ第4戦（松山中央公園野球場）に3対2で勝利し、対戦成績を3勝1敗として、6年ぶり・6度目の年間総合優勝を達成[40]。
- 14日
  - 【独立】群馬ダイヤモンドペガサスは、香川オリーブガイナーズとのグランドチャンピオンシップ第4戦（前橋市民球場）に4対2で勝利し、2年ぶり2度目の優勝を達成した[41]。
  - 【独立・BASEBALL FIRST LEAGUE】和歌山ファイティングバーズは、兵庫ブルーサンダーズとのチャンピオンシップ第1戦（田辺スポーツパーク野球場）に5対4で勝利し、対戦成績を2勝（リーグ戦優勝によるアドバンテージ1勝を含む）として、初優勝を達成[42]。
- 19日 - 【高校野球】如水館高校野球部監督の迫田穆成が2019年3月末をもって退任する意向であることが発表された。
- 24日 - 【独立・ルートインBCリーグ】茨城アストロプラネッツの初代監督に、今シーズンまで06BULLSの選手兼任コーチを務めていた坂克彦（元阪神タイガース）が就任することが発表される[43][44]。

### 11月
- 6日
  - 【独立・ルートインBCリーグ】 信濃グランセローズは、来シーズンの監督に前東北楽天ゴールデンイーグルスコーチの柳沢裕一の就任を発表した[45]。
  - 【独立・BASEBALL FIRST LEAGUE】06BULLSは、中日ドラゴンズコーチ就任が決まった村上隆行の監督退任と、元近鉄バファローズコーチの村田辰美の監督就任を発表した[46]。
- 8日 - 【独立・ルートインBCリーグ】 富山GRNサンダーバーズは、前読売ジャイアンツコーチの二岡智宏と監督就任で基本合意したと発表した[47]。
- 12日 - 【独立・ルートインBCリーグ】滋賀ユナイテッドベースボールクラブは、松本匡史の監督退任と、投手コーチで今シーズンは代理監督も務めた成本年秀の監督就任を発表[48]。
- 21日 - 【独立・ルートインBCリーグ】経営難が伝えられていた福島ホープスは、監督で球団代表を務める岩村明憲が記者会見を開き、岩村自身が代表となる新球団運営会社の設立と、チーム名の「福島レッドホープス」への変更を発表した[49]。
- 27日 - 【独立・BASEBALL FIRST LEAGUE】和歌山ファイティングバーズは、監督の山崎章弘の退任と、後任として投手コーチの川原昭二の昇格を発表した[50][51]。山崎は同日、3年ぶりに兵庫ブルーサンダース監督に復帰（現監督の鈴木伸良は退任）することも発表された[52]。
- 28日 - 【独立・ルートインBCリーグ】「神奈川県民球団」の準加盟を承認したと発表[53]。設立準備室は神奈川県藤沢市に設置される[53]。

### 12月
- 4日 - 【独立・BASEBALL FIRST LEAGUE】BASEBALL FIRST LEAGUEはリーグ名称を本日付で「関西独立リーグ」に変更することを発表した[54]。
- 19日 - 【独立・ルートインBCリーグ】 栃木ゴールデンブレーブスは、退任した辻武史監督の後任として元読売ジャイアンツで栃木県出身の寺内崇幸の就任を発表した[55]。
- 25日 - 【独立・四国アイランドリーグplus】 高知ファイティングドッグスは、元阪神タイガースの本田明浩が野手コーチに就任することを発表した[56]。

## 競技結果

### 独立リーグ（日本）

#### 四国アイランドリーグplus
※四国アイランドリーグplusの結果
|      | 前期                       | 前期 | 前期 | 前期 | 前期 | 前期 | 後期                       | 後期 | 後期 | 後期 | 後期 | 後期 |
| 順位 | 球団                       | 勝   | 敗   | 分   | 勝率 | 差   | 球団                       | 勝   | 敗   | 分   | 勝率 | 差   |
| ---- | -------------------------- | ---- | ---- | ---- | ---- | ---- | -------------------------- | ---- | ---- | ---- | ---- | ---- |
| 優勝 | 香川オリーブガイナーズ     | 23   | 9    | 4    | .719 | -    | 愛媛マンダリンパイレーツ   | 15   | 10   | 5    | .600 | -    |
| 2位  | 高知ファイティングドッグス | 17   | 14   | 5    | .548 | 5.5  | 徳島インディゴソックス     | 16   | 11   | 3    | .593 | 0.0  |
| 3位  | 愛媛マンダリンパイレーツ   | 11   | 23   | 2    | .324 | 7.5  | 高知ファイティングドッグス | 9    | 15   | 6    | .375 | 5.5  |
| 4位  | 徳島インディゴソックス     | 9    | 23   | 4    | .281 | 1.0  | 香川オリーブガイナーズ     | 10   | 17   | 3    | .370 | 0.5  |

##### リーグチャンピオンシップ
- 9月22日・23日（レクザムスタジアム）、10月1日・2日（坊っちゃんスタジアム）

第1戦 香川 2 - 1 愛媛
第2戦 香川 3 - 2 愛媛
第3戦 愛媛 4 - 0 香川
第4戦 香川 3 - 2 愛媛
（香川は6年ぶり6回目の総合優勝）

#### ベースボール・チャレンジ・リーグ
※ベースボール・チャレンジ・リーグの結果
| 東地区 | 東地区                   | 東地区 | 東地区 | 東地区 | 東地区 | 東地区 | 東地区                   | 東地区 | 東地区 | 東地区 | 東地区 | 東地区 |
|        | 前期                     | 前期   | 前期   | 前期   | 前期   | 前期   | 後期                     | 後期   | 後期   | 後期   | 後期   | 後期   |
| 順位   | 球団                     | 勝     | 敗     | 分     | 勝率   | 差     | 球団                     | 勝     | 敗     | 分     | 勝率   | 差     |
| ------ | ------------------------ | ------ | ------ | ------ | ------ | ------ | ------------------------ | ------ | ------ | ------ | ------ | ------ |
| 優勝   | 群馬ダイヤモンドペガサス | 21     | 11     | 3      | .656   | -      | 群馬ダイヤモンドペガサス | 25     | 5      | 5      | .833   | -      |
| 2位    | 福島ホープス             | 19     | 11     | 5      | .633   | 1.0    | 福島ホープス             | 21     | 11     | 3      | .656   | 5.0    |
| 3位    | 新潟アルビレックスBC     | 14     | 17     | 4      | .452   | 5.5    | 栃木ゴールデンブレーブス | 15     | 19     | 1      | .441   | 7.0    |
| 4位    | 武蔵ヒートベアーズ       | 13     | 20     | 2      | .394   | 2.0    | 新潟アルビレックスBC     | 15     | 19     | 1      | .441   | 0.0    |
| 5位    | 栃木ゴールデンブレーブス | 9      | 19     | 7      | .321   | 1.5    | 武蔵ヒートベアーズ       | 7      | 25     | 3      | .219   | 7.0    |

※後期の栃木と新潟は同率3位。
| 西地区 | 西地区                   | 西地区 | 西地区 | 西地区 | 西地区 | 西地区 | 西地区                   | 西地区 | 西地区 | 西地区 | 西地区 | 西地区 |
|        | 前期                     | 前期   | 前期   | 前期   | 前期   | 前期   | 後期                     | 後期   | 後期   | 後期   | 後期   | 後期   |
| 順位   | 球団                     | 勝     | 敗     | 分     | 勝率   | 差     | 球団                     | 勝     | 敗     | 分     | 勝率   | 差     |
| ------ | ------------------------ | ------ | ------ | ------ | ------ | ------ | ------------------------ | ------ | ------ | ------ | ------ | ------ |
| 優勝   | 福井ミラクルエレファンツ | 22     | 11     | 1      | .667   | -      | 富山GRNサンダーバーズ    | 22     | 10     | 2      | .688   | -      |
| 2位    | 信濃グランセローズ       | 20     | 10     | 4      | .667   | 0.5    | 福井ミラクルエレファンツ | 19     | 11     | 4      | .633   | 2.0    |
| 3位    | 石川ミリオンスターズ     | 16     | 16     | 2      | .500   | 5.0    | 信濃グランセローズ       | 15     | 17     | 2      | .469   | 5.0    |
| 4位    | 富山GRNサンダーバーズ    | 16     | 17     | 1      | .485   | 0.5    | 石川ミリオンスターズ     | 13     | 19     | 2      | .406   | 2.0    |
| 5位    | 滋賀ユナイテッドBC       | 5      | 28     | 1      | .152   | 11.0   | 滋賀ユナイテッドBC       | 7      | 24     | 3      | .226   | 5.5    |

※前期の福井と信濃は同勝率。直接対戦成績（4勝3敗）により福井が優勝。

##### プレーオフシリーズ
- 東地区 第1戦9月15日（前橋市民球場）

第1戦 群馬 0 - 0 福島
※群馬に2勝のアドバンテージ、通算2勝1分で群馬が地区優勝
- 西地区 第1戦9月16日（富山市民球場アルペンスタジアム）、第2戦9月17日（三国運動公園野球場）

第1戦 福井 7 - 0 富山
第2戦 福井 7 - 3 富山
- リーグチャンピオンシップ 9月22日・23日・24日・10月1日（前橋市民球場[注 1]）

第1戦 福井 4 - 3 群馬
第2戦 群馬 10 - 2 福井
第3戦 群馬 8 - 3 福井
第4戦 群馬 6 - 4 福井
（群馬は2年ぶり4回目の総合優勝）

#### グランドチャンピオンシップ
※グランドチャンピオンシップの結果
第1戦 群馬 4 - 2 香川（10月7日、レクザムスタジアム）
第2戦 群馬 3 - 0 香川（10月8日、レクザムBP丸亀）
第3戦 群馬 6 - 6 香川（10月13日、前橋市民球場）
第4戦 群馬 4 - 2 香川（10月14日、前橋市民球場）
- （群馬は2年ぶり2回目の優勝）

#### BASEBALL FIRST LEAGUE
※BASEBALL FIRST LEAGUEの結果
リーグ戦
| 年間 | 年間                       | 年間 | 年間 | 年間 | 年間 | 年間 |
| 順位 | 球団                       | 勝   | 敗   | 分   | 勝率 | 差   |
| ---- | -------------------------- | ---- | ---- | ---- | ---- | ---- |
| 優勝 | 和歌山ファイティングバーズ | 17   | 11   | 2    | .607 | -    |
| 2位  | 兵庫ブルーサンダーズ       | 15   | 17   | 1    | .469 | .4.0 |
| 3位  | 06BULLS                    | 14   | 18   | 1    | .438 | 5.0  |

リーグチャンピオンシップ 10月14日（田辺スポーツパーク野球場）
第1戦 和歌山 5 - 4 兵庫
（和歌山は初の総合優勝）

### 社会人野球
- 第89回都市対抗野球大会（7月13日〜24日：東京ドーム）

決勝：大阪ガス（大阪市） 2 - 0三菱重工神戸・高砂（神戸市・高砂市）（初優勝）
- 第44回社会人野球日本選手権大会（11月1日～11月12日；京セラドーム大阪）

決勝：三菱重工名古屋（静岡大会優勝） 2 - 1（延長13回）JFE西日本（中国第1）（初優勝）。

### 大学野球
- 第67回全日本大学野球選手権大会6月11日〜17日：神宮球場、東京ドーム）

決勝 東北福祉大学（仙台六大学） 6 - 2 国際武道大学（千葉県）
（東北福祉大学は14年ぶり3回目の優勝）
- 第49回明治神宮野球大会（11月9日〜14日：神宮球場）

決勝 立正大学（東都） 6 - 4 環太平洋大学（中国・四国三連盟、中国）
（立正大学は9年ぶり2回目の優勝）
- 各大学リーグ結果（太字は大学選手権、明治神宮大会出場権を得た大学）
  - 北海道学生野球連盟
1部春季優勝：苫小牧駒大
2部春季優勝：釧路公立大
1部秋季優勝：函館大
2部秋季優勝：釧路公立大
  - 札幌学生野球連盟
1部春季優勝：東海大北海道キャンパス
2部春季優勝：札幌国際大
3部春季優勝：北海道教育大札幌
1部秋季優勝：星槎道都大
2部秋季優勝：札幌大谷大
3部秋季優勝：北星学園大
  - 北東北大学野球連盟
1部春季優勝：富士大
2部春季優勝：岩手大
3部春季優勝：秋田県立大
1部秋季優勝：富士大
2部秋季優勝：盛岡大
3部秋季優勝：岩手県立大
  - 仙台六大学野球連盟
春季優勝：東北福祉大
秋季優勝：東北福祉大
  - 南東北大学野球連盟
1部春季優勝：東日本国際大
2部春季優勝：中止
1部秋季優勝：東日本国際大
2部秋季優勝：中止
    - 関東地区大学野球選手権大会優勝（関東五連盟第1）：創価大（東京新大学2位）、準優勝：（関東五連盟第2）筑波大（首都2位）

  - 千葉県大学野球連盟
1部春季優勝：国際武道大
2部春季優勝：千葉経済大
3部春季優勝：千葉大
1部秋季優勝：国際武道大
2部秋季優勝：千葉商科大
3部秋季優勝：日本大学生産工学部
  - 関甲新学生野球連盟
1部春季優勝：白鷗大
2部春季優勝：平成国際大
3部春季優勝：高崎経済大
1部秋季優勝：上武大
2部秋季優勝：平成国際大
3部秋季優勝：高崎経済大
  - 東京新大学野球連盟
1部春季優勝：創価大
2部春季優勝：高千穂大
3部春季優勝：日本工業大
4部春季優勝：淑徳大埼玉キャンパス
1部秋季優勝：流通経済大
2部秋季優勝：
3部秋季優勝：
4部秋季優勝：
  - 東京六大学野球連盟
春季優勝：慶大
秋季優勝；法大
  - 東都大学野球連盟
1部春季優勝：東洋大
2部春季優勝：日大
3部春季優勝：順大
4部春季優勝：芝浦工大
1部秋季優勝：立正大
2部秋季優勝：専大
3部秋季優勝：大正大
4部秋季優勝：一橋大
  - 首都大学野球連盟
1部春季優勝： 東海大
2部春季優勝：東京経済大
1部秋季優勝：東海大
2部秋季優勝：明星大
  - 神奈川大学野球連盟
1部春季優勝：神奈川大
2部春季優勝：東京工芸大
1部秋季優勝：神奈川大
2部秋季優勝：鶴見大
  - 愛知大学野球連盟
1部春季優勝：中京大
2部春季優勝：名古屋学院大
3部春季優勝：名古屋経済大
    - 東海・北陸・愛知三連盟王座決定戦優勝：：中部学院大

1部秋季優勝：名城大
2部秋季優勝：愛工大
3部秋季優勝：愛知淑徳大
  - 東海地区大学野球連盟
    - 岐阜学生野球連盟春季優勝：中部学院大学|中部学院大
    - 三重学生野球連盟春季優勝：四日市大
    - 静岡学生野球連盟春季優勝：日大国際関係学部
    - 岐阜学生野球連盟秋季優勝：日大国際関係学部
    - 三重学生野球連盟秋季優勝：中部学院大
    - 静岡学生野球連盟秋季優勝：皇學館大

  - 北陸大学野球連盟
1部春季優勝：福井工大
2部春季優勝：富山国際大
1部秋季優勝：福井工大
2部秋季優勝：富山大
  - 関西学生野球連盟
春季優勝：立命館大
秋季優勝：近大
  - 関西六大学野球連盟
春季優勝:大商大
秋季優勝：京産大
  - 阪神大学野球連盟
1部春季優勝：天理大
2部東リーグ春季優勝：帝塚山大
2部西リーグ春季優勝：流通科学大
1部秋季優勝：関西国際大
2部東リーグ秋季優勝：帝塚山大
2部西リーグ秋季優勝：流通科学大
  - 近畿学生野球連盟
1部春季優勝：奈良学園大
2部春季優勝：阪南大
3部春季優勝：兵庫県立大
1部秋季優勝：和歌山大
2部秋季優勝：阪南大
3部秋季優勝：阪大
  - 京滋大学野球連盟
1部春季優勝：京都学園大
2部春季優勝：京都教育大
1部秋季優勝：佛教大
2部秋季優勝：
  - 広島六大学野球連盟
春季優勝：広島大
秋季優勝：近大工学部
  - 中国地区大学野球連盟
1部春季優勝：徳山大
2部春季優勝：広島文化学園大
3部春季優勝：岡山大
4部春季優勝：倉敷芸術科学大
1部秋季優勝：環太平洋大
2部秋季優勝：至誠館大
3部秋季優勝：川崎医療福祉大
4部秋季優勝：岡山県立大
  - 四国地区大学野球連盟
1部春季優勝：四国学院大
2部春季優勝：香川大
1部秋季優勝：高知工科大
2部秋季優勝：鳴門教育大
  - 九州六大学野球連盟
春季優勝：福岡大
秋季優勝：西南学院大
  - 福岡六大学野球連盟
春季優勝：九産大
秋季優勝：九共大
  - 九州地区大学野球連盟
    - 北部九州ブロック1部春季優勝：日本文理大
    - 北部九州ブロック2部春季優勝：大分大
    - 北部九州ブロック1部秋季優勝：日本文理大
    - 北部九州ブロック2部秋季優勝：久留米工大
    - 九州地区大学野球選手権南部九州ブロック大会：宮崎産業経営大
    - 熊本県支部春季優勝：熊本大
    - 宮崎県支部春季優勝：宮崎産業経営大
    - 鹿児島県支部春季優勝：鹿屋体育大
    - 沖縄県支部春季優勝：沖縄国際大
    - 熊本県支部秋季優勝：東海大九州キャンパス
    - 宮崎県支部秋季優勝：宮崎産業経営大
    - 鹿児島県支部秋季優勝：第一工業大
    - 沖縄県支部秋季優勝：沖縄大

### 高校野球

#### 男子
- 第90回記念選抜高等学校野球大会（3月23日 - 4月4日、阪神甲子園球場）

決勝：大阪桐蔭（近畿・大阪） 5 - 2 智弁和歌山（近畿・和歌山）
大阪桐蔭は2年連続3度目の優勝。
- 第100回全国高等学校野球選手権記念大会（8月5日 - 21日、阪神甲子園球場）

決勝：大阪桐蔭（北大阪） 13 - 2 金足農（秋田）
大阪桐蔭は4年ぶり5度目の優勝で、2度目の春夏連覇。
- 第63回全国高等学校軟式野球選手権大会（8月24日 - 29日、明石トーカロ球場他）

決勝：中京学院大中京（東海・岐阜） 3 - 0 河南（大阪）
中京学院大中京は2年連続9回目の優勝
- 第73回国民体育大会
  - 硬式の部優勝：金足農、浦和学院、近江、大阪桐蔭
  - 軟式の部優勝：中京学院大中京
- 第49回明治神宮野球大会高校の部（11月9日 - 11月13日、明治神宮野球場）

決勝：札幌大谷（北海道） 2 - 1 星稜（北信越・石川）
札幌大谷は初優勝

#### 女子
- 第19回全国高等学校女子硬式野球選抜大会（3月27日 - 4月3日、埼玉県加須市・わかさスタジアム）
  - 決勝 ：神戸弘陵（兵庫）4-0秀明八千代（千葉）[64]
    - 神戸弘陵は初優勝
- 第22回全国高等学校女子硬式野球選手権大会（7月27日 - 8月3日、、兵庫県丹波市・スポーツピアいちじま）
  - 決勝：京都両洋（京都） 5 - 0 横浜隼人（神奈川）[65]
    - 京都両洋は初優勝

## 死去
- 1月3日 - ロブ・ピッチョーロ（英語版） 、アスレチックス他内野手、パドレス、エンゼルスコーチ（*1953年）[66]
- 1月4日 - 星野仙一、中日ドラゴンズ投手、中日ドラゴンズ・阪神タイガース・東北楽天ゴールデンイーグルス監督（*1947年）[67]
- 1月9日 - 大畑庄作、東映フライヤーズ捕手（*1932年）[68]
- 1月22日 - 片平晋作、南海ホークス・西武ライオンズ・横浜大洋ホエールズ内野手、外野手、イースト・アストライア監督（*1949年）[69]
- 1月24日 - マルコス・カーバハル（英語版）、マーリンズ他投手（* 1984年）[70]
- 2月12日 - 高倉照幸、西鉄ライオンズ・読売ジャイアンツ・ヤクルトアトムズ外野手（*1934年）[71]
- 3月2日 - サミー・スチュワート（英語版）、オリオールズ他投手（* 1954年）[72]
- 3月6日 - スティーブ・ストローター、マリナーズ・阪神タイガース他外野手（* 1952年）[73]
- 3月15日 - エド・チャールズ（英語版）、ロイヤルズ他選手（* 1933年）[74]
- 3月29日 - ラスティ・スタウブ、アストロズ他選手（* 1944年）[75]
- 4月22日 - 渡部英之、広島東洋カープ球団職員（総務部次長）、市民団体「カープかたりべの会」会長（* 1929年、もしくは1930年）[76]
- 4月23日 - 衣笠祥雄、広島東洋カープ内野手、連続試合出場記録日本記録保持者、国民栄誉賞受賞者（* 1947年）[77]
- 6月5日 - 小田義人、ヤクルトスワローズ・日本ハムファイターズ・南海ホークス・近鉄バファローズ内野手、近鉄・ヤクルトスカウト（* 1947年）[78]
- 6月17日 - ダッチ・レナート（英語版）、ナショナルリーグ審判員（* 1930年）[79]
- 6月19日 - 宇佐美敏晴、読売ジャイアンツ投手（* 1947年）[80]
- 6月25日 - ヨシ・カワノ（英語版）、シカゴ・カブス球団職員（クラブハウス・マネージャー）（* 1921年）[81]
- 7月9日 - 永田徹登、広島カープ投手（* 1935年）[82]
- 7月13日 - 大塚徹、サンケイアトムズ、南海ホークス捕手・内野手・外野手（* 1945年）[83]
- 7月31日 - 穴吹義雄、南海ホークス外野手・二軍監督（* 1933年）[84]
- 8月11日 - 岡田英津也（岡田悦哉）、丸善石油内野手、西武ライオンズ元二軍監督など（* 1930年）[85]
- 8月19日
  - 八田正、大映スターズ・大映ユニオンズ・大毎オリオンズ・東京オリオンズ・阪急ブレーブス内野手、（* 1936年）[86]
  - 仲野和男、西武ライオンズ外野手、日本野球機構パシフィック・リーグ統括兼パシフィック・リーグ運営部長（* 1961年）[87]
- 8月21日 - ディーン・ストーン、ボストン・レッドソックス、大洋ホエールズ投手、（* 1930年）[88]
- 8月27日 - 鵜狩道夫、西鉄ライオンズ・広島東洋カープ投手、長嶋茂雄の「幻の本塁打」時の対戦投手（* 1936年）[89]
- 9月12日 - 田辺義三、西鉄ライオンズ捕手・外野手・内野手、高卒新人捕手として史上初の日本シリーズ出場（* 1937年）[90]
- 9月16日 - 川村正太郎、日本ハムファイターズ内野手（* 1968年）[91]
- 9月23日 - 滝内弥瑞生、西鉄ライオンズ内野手、近鉄バファローズ二軍監督（* 1935年）[92]
- 10月2日 - 金田留広、東映フライヤーズ・ロッテ・オリオンズ・広島東洋カープ投手、金田正一の実弟（* 1946年）[93]
- 10月9日 - 手塚明治、読売ジャイアンツ・大洋ホエールズ内野手（* 1921年）[94]。
- 10月15日 - ジョー・スタンカ、ホワイトソックス・南海【現ソフトバンク】投手。1964年最優秀選手及び日本シリーズ最高殊勲選手賞、（* 1931年）[95]
- 10月17日 - 古川清蔵、名古屋軍・阪急ブレーブス外野手（* 1922年）[96]。
- 10月26日 - 森下整鎮（森下正夫）、南海ホークス内野手、中日ドラゴンズ二軍監督（* 1933年）[97]
- 10月31日 - ウィリー・マッコビー、サンフランシスコ・ジャイアンツ内野手（* 1938年）[98]
- 12月6日
  - ルイス・バルブエナ、ロサンゼルス・エンゼルス内野手（* 1985年）[99]
  - ホセ・カスティーヨ、横浜ベイスターズ内野手（* 1981年）[99]
- 12月9日 - 山尾孝雄、阪神タイガース外野手・投手（* 1941年）[100]
- 12月19日 - 斉藤俊之、千葉県立銚子商業高等学校監督（* 1959年）[101]